# Élections législatives de 1978 à Mayotte
Les élections législatives françaises de 1978 se déroulent les 12 et 19 mars 1978. Dans le territoire de Mayotte, un député est à élire dans le cadre d'une circonscription.

## Élus
| Circonscription        | Député sortant   | Parti | Parti | Député élu ou réélu | Parti | Parti     |
| ---------------------- | ---------------- | ----- | ----- | ------------------- | ----- | --------- |
| Circonscription unique | Younoussa Bamana |       | MPM   | Younoussa Bamana    |       | UDF (CDS) |

## Résultats

### Résultats à l'échelle du territoire
|                | Union pour la démocratie française | 13 829 | 99,22  | 1 |  |  |
|                | Divers droite                      | 1 109  | 1,78   | 0 |  |  |
|                | Majorité présidentielle            | 13 938 | 100,00 | 1 |  |  |
|                |                                    |        |        |   |  |  |
| Inscrits       | Inscrits                           | 18 814 | 100,00 | 1 |  |  |
| Abstentions    | Abstentions                        | 1 498  | 7,96   |   |  |  |
| Votants        | Votants                            | 17 316 | 92,04  |   |  |  |
| Blancs et nuls | Blancs et nuls                     | 3 378  | 19,51  |   |  |  |
| Exprimés       | Exprimés                           | 13 938 | 80,49  |   |  |  |

### Résultats par circonscription
|                                | Younoussa Bamana sortant réélu | UDF (CDS)      | 13 829 | 99,22  |  |  |  |
|                                | Ahmed Maoulida                 | Divers droite  | 109    | 0,78   |  |  |  |
|                                |                                |                |        |        |  |  |  |
| Inscrits                       | Inscrits                       | Inscrits       | 18 814 | 100,00 |  |  |  |
| Abstentions                    | Abstentions                    | Abstentions    | 1 498  | 7,96   |  |  |  |
| Votants                        | Votants                        | Votants        | 17 316 | 92,04  |  |  |  |
| Blancs et nuls                 | Blancs et nuls                 | Blancs et nuls | 3 378  | 19,51  |  |  |  |
| Exprimés                       | Exprimés                       | Exprimés       | 13 938 | 80,49  |  |  |  |
| Source : Le Monde diplomatique |                                |                |        |        |  |  |  |